# Козан
Козан (тур. Kozan, арм. Սիս, Сис) — город и район провинции Адана (Турция), на 68 км севернее города Адана. Сис была столицей армянского королевства Киликия.

## История
В Средневековье город был известен под именем Сис. С 1186 по 1375 Сис был столицей армянского Киликийского царства. Город был важным центром в истории Армянской апостольской церкви, по крайней мере, до тех пор, пока первый католикос Армении, Григорий Просветитель, не перенёс кафедру в Вагаршапат (ныне Эчмиадзин).

Киликийская Армения

В 704 Сис был осажден арабами. Халиф аль-Мутаваккиль из династии Аббасидов завоевал и повторно укрепил город, но тот скоро вернулся в руки византийцев. Сис был перестроен в 1186 во времена правления Левона II, короля армянского Царства Киликия из династии Рубенидов, который сделал Сис столицей (1186 до 1375).
В 1266 Бейбарс I прибыл в Дамаск и направил послов к киликийскому царю Хетуму с требованием вернуть несколько пограничных крепостей, захваченных в своё время армянами с монгольской помощью. Опасаясь, что ильхан Абага расценит передачу крепостей как подчинение Киликии Египту, царь отказался. Султан двинулся в Халеб, откуда отправил против армян войска под командованием эмиров Изз ад-Дина Игана и Калауна. Хетум I поспешил за помощью к монголам, а его сыновья Левон и Торос выступили навстречу мамлюкам. 24 августа армяне были разбиты при Мари, Торос погиб, а Левон попал в плен. Мамлюки разорили страну до Аданы, предали огню столицу Сис, увели в плен множество народа.
В 1293 году в Сисе обосновался престол Армянской апостольской церкви, покинув его почти столетие спустя после падения Киликийского царства, в 1441 году. Точнее, из Сиса в Эчмиадзин был возвращен престол католикоса, но сам католикос Григор IX, не пожелавший переезжать в Эчмиадзин из-за преклонного возраста, остался в Киликии. С него началась история Киликийского католикосата. Резиденция католикоса находилась в Сисе с 1293 по 1915 год; ему подчинялись пятнадцать епархий.

## В составе Османской империи

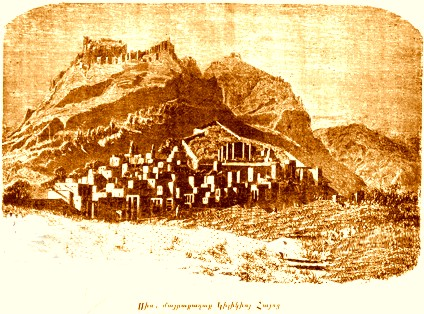
Гравировка XIX века Сис, армянский замок

В Османской империи Сис был главным городом области Адана и насчитывал около 4000 жителей (приблизительно в 1901), большинство из них армяне. Согласно Османской переписи 1519 и 1540 гг., следующие замки в Киликии оставались неповрежденными: Сис, Фек, Анаварза, Ламберд и Барцрберд («Высокая Крепость»).
В XVII веке османское присутствие в области ослабело, и практически власть находилась у местных правителей из династии Козаноглу, пока в 1865 османский генерал Дервиш-паша не изгнал Козаноглу и не возвратил область под полный контроль Османской империи.
По одной из версий в Козане родился турецкий поэт Караджаоглан (тур. Karacaoğlan).
Армянское население Сиса было уничтожено и изгнано из города во время геноцида армян, начавшегося в 1915 году. Католикос Саак II бежал в Сирию с частью своей паствы и какое-то время у католикосата не было постоянного пристанища.

## Сис сегодня
Сегодня Козан (Сис) — маленький город, окружённый виноградниками, садами и рощами кипариса, платана, апельсина и лимонных деревьев. По состоянию на 2000 год, собор в Сисе разрушен, от него остались только две стены.

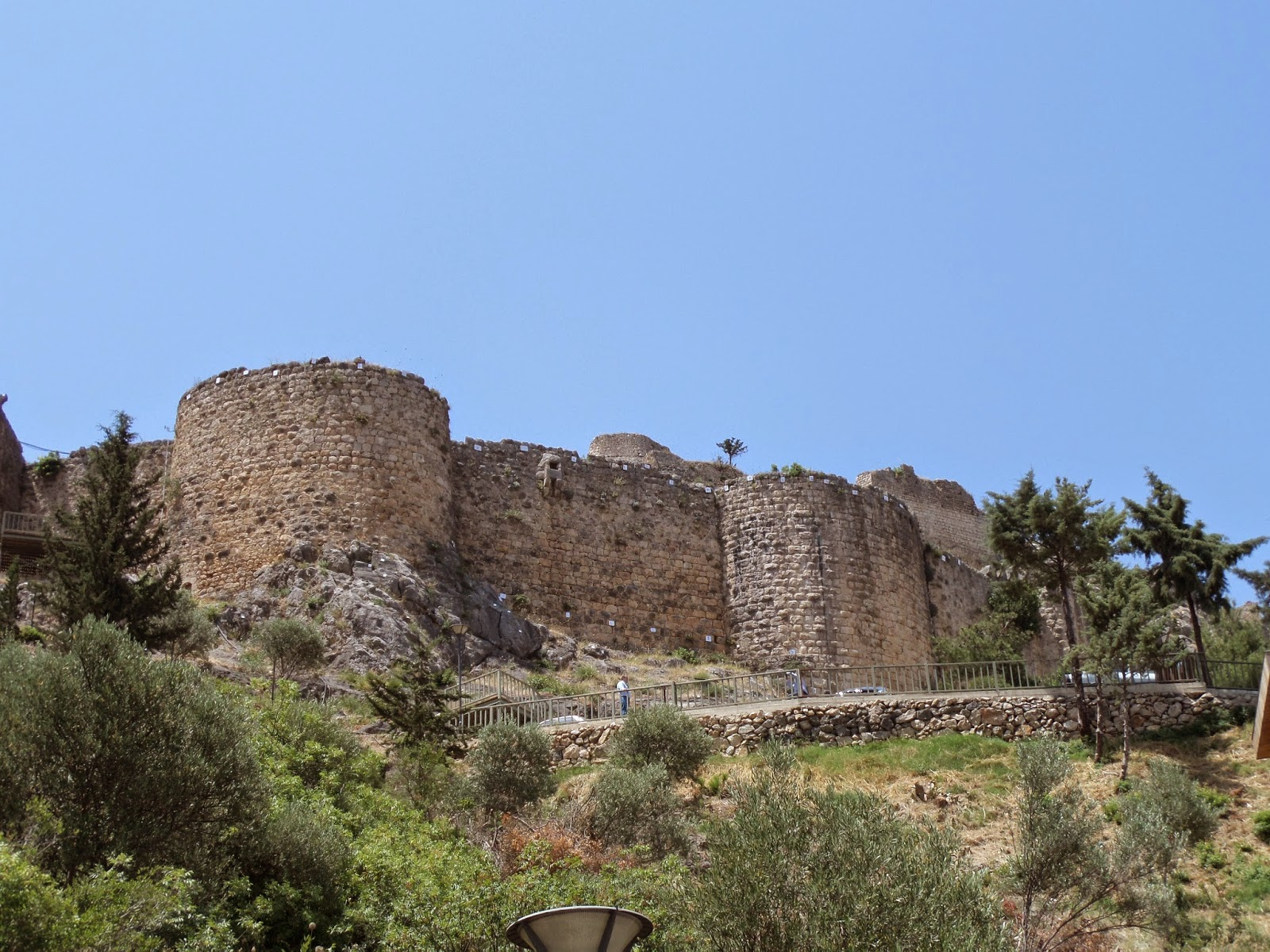

## Галерея

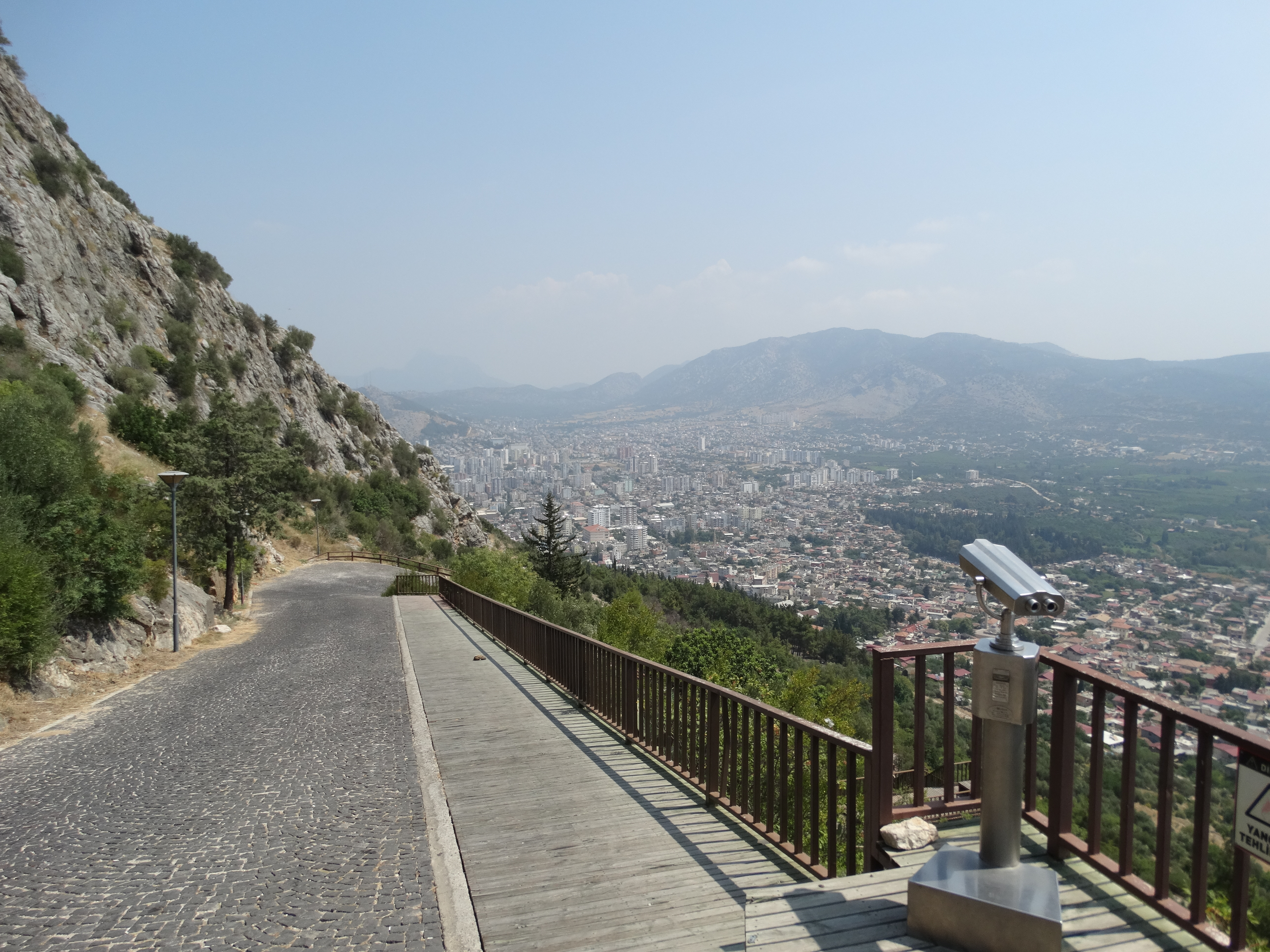
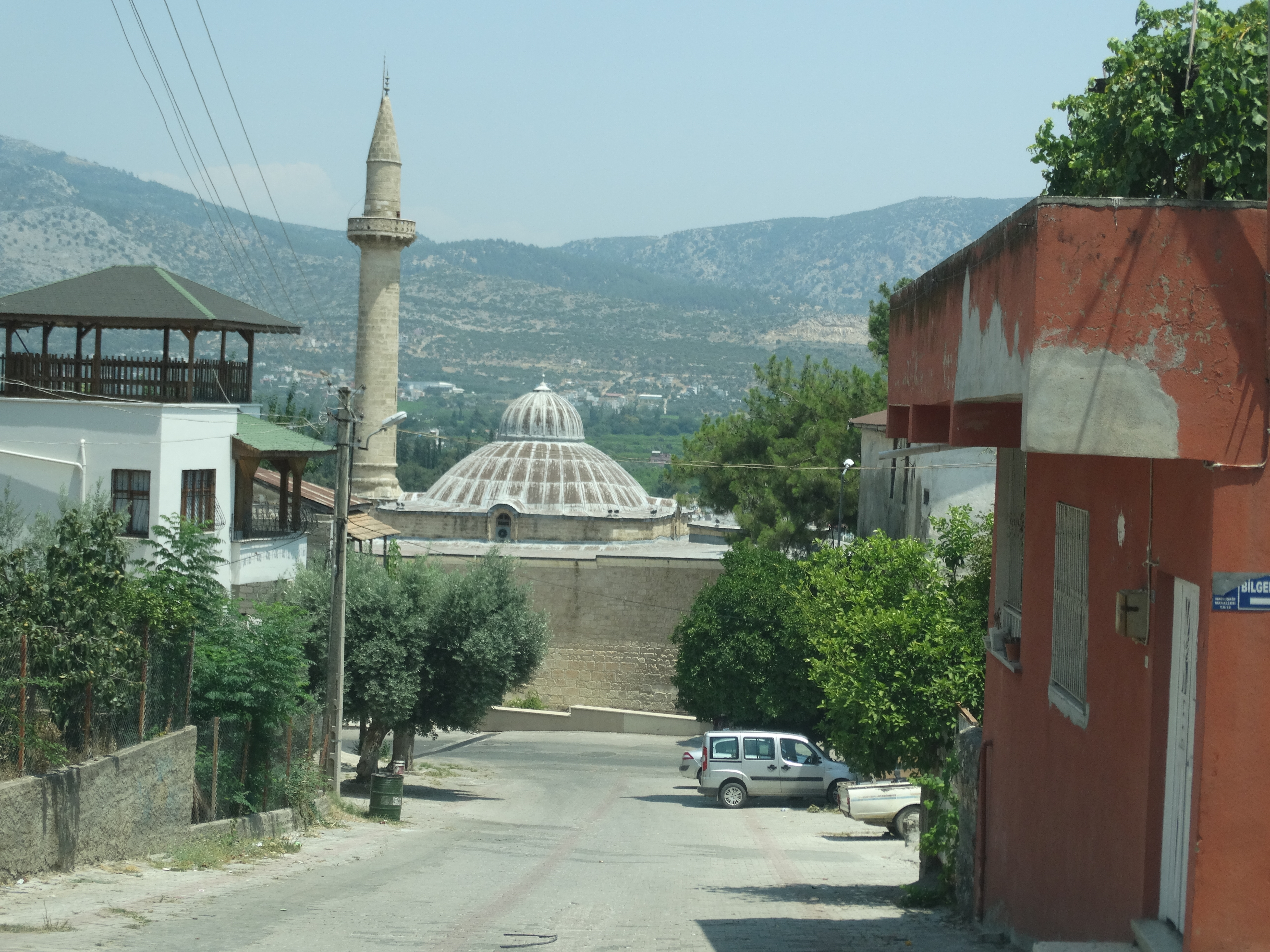
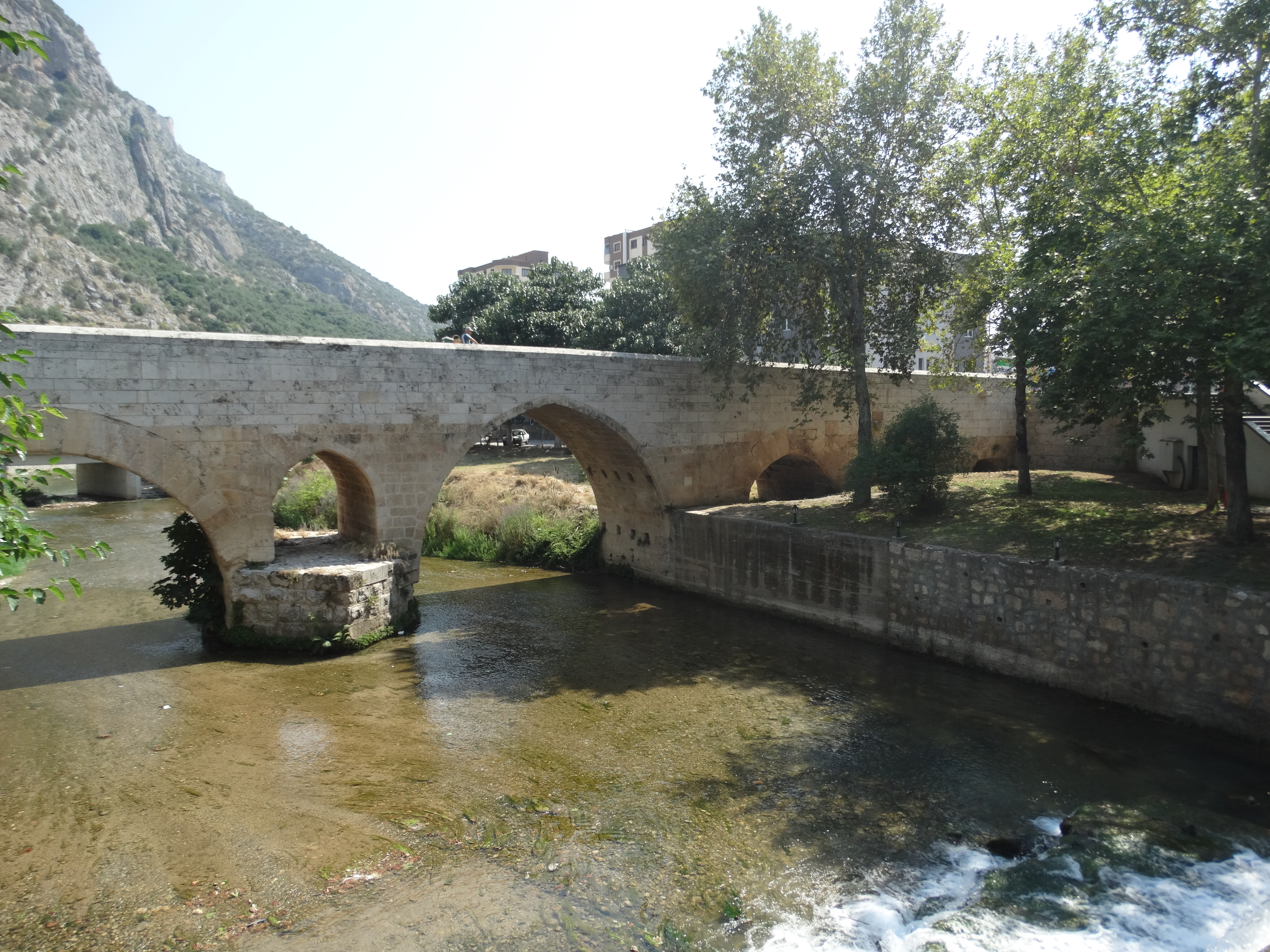
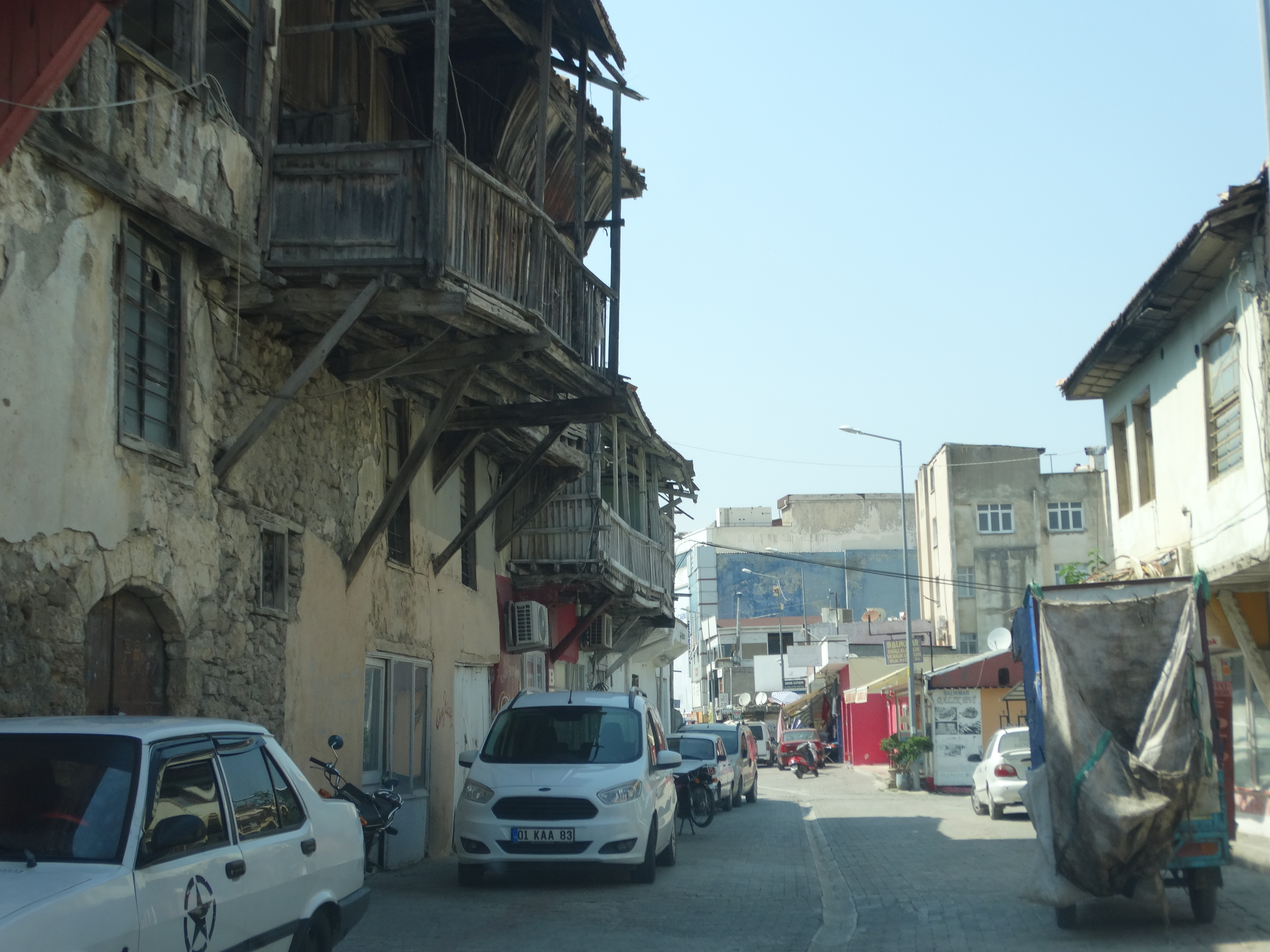
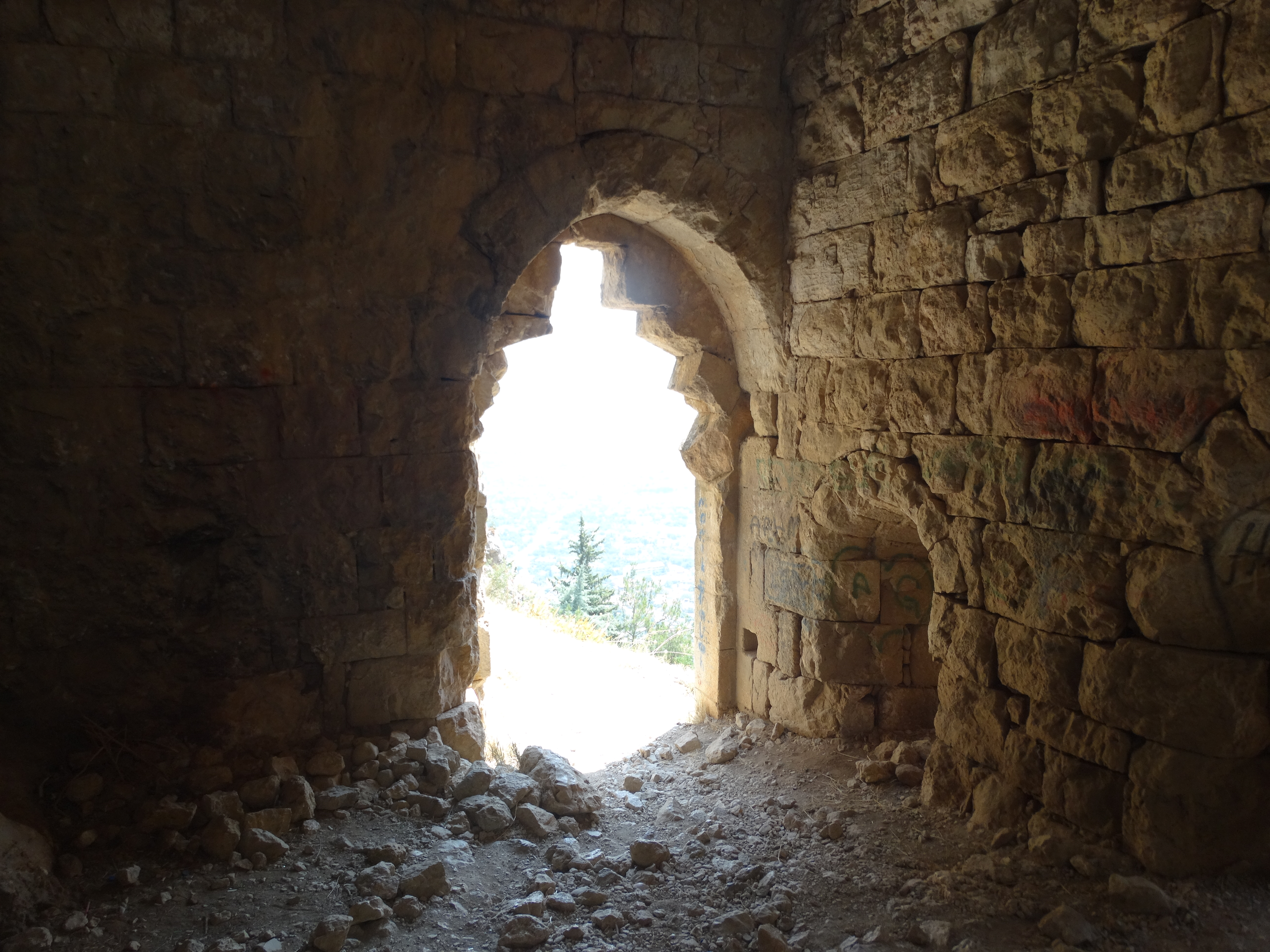
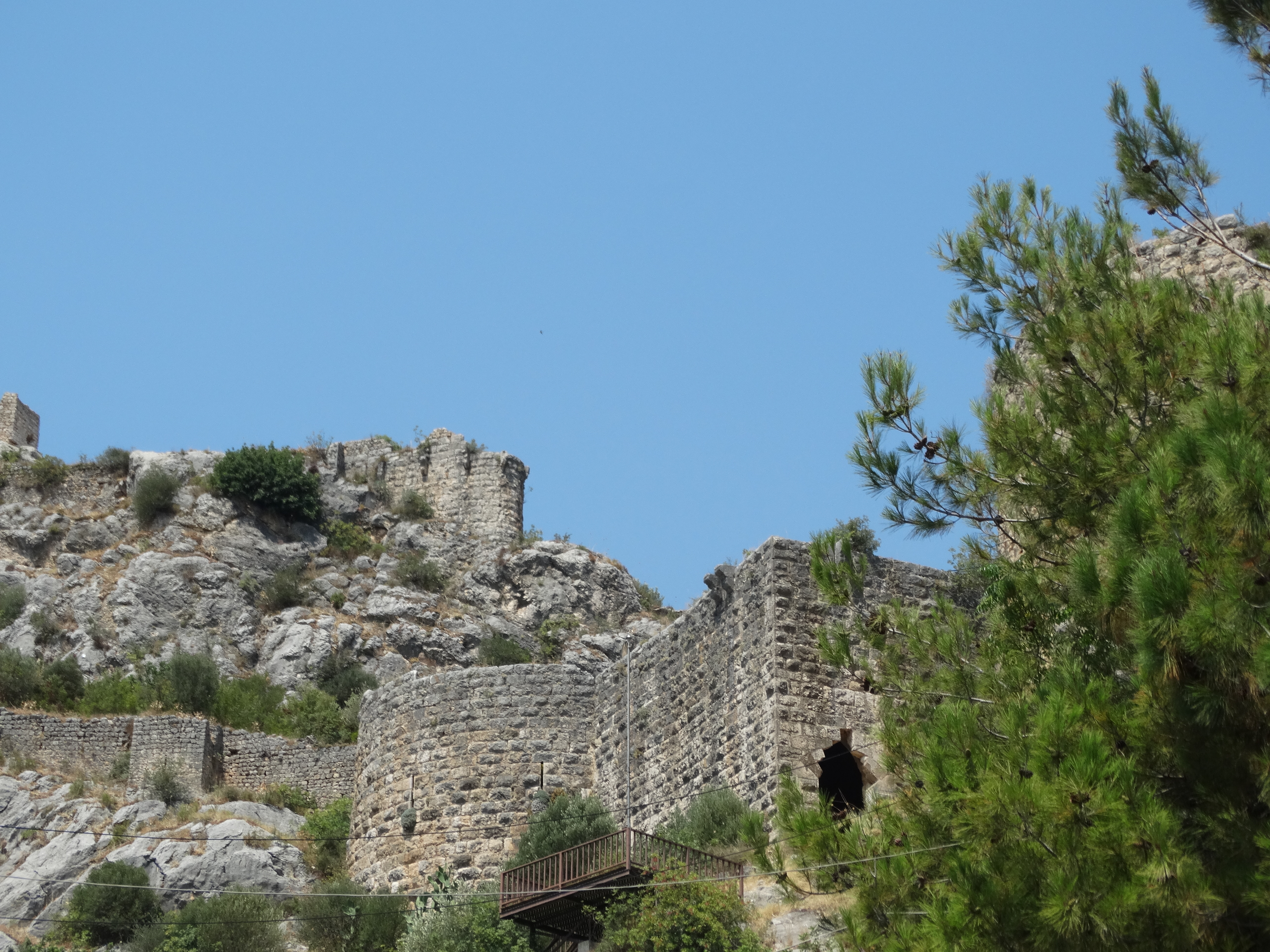
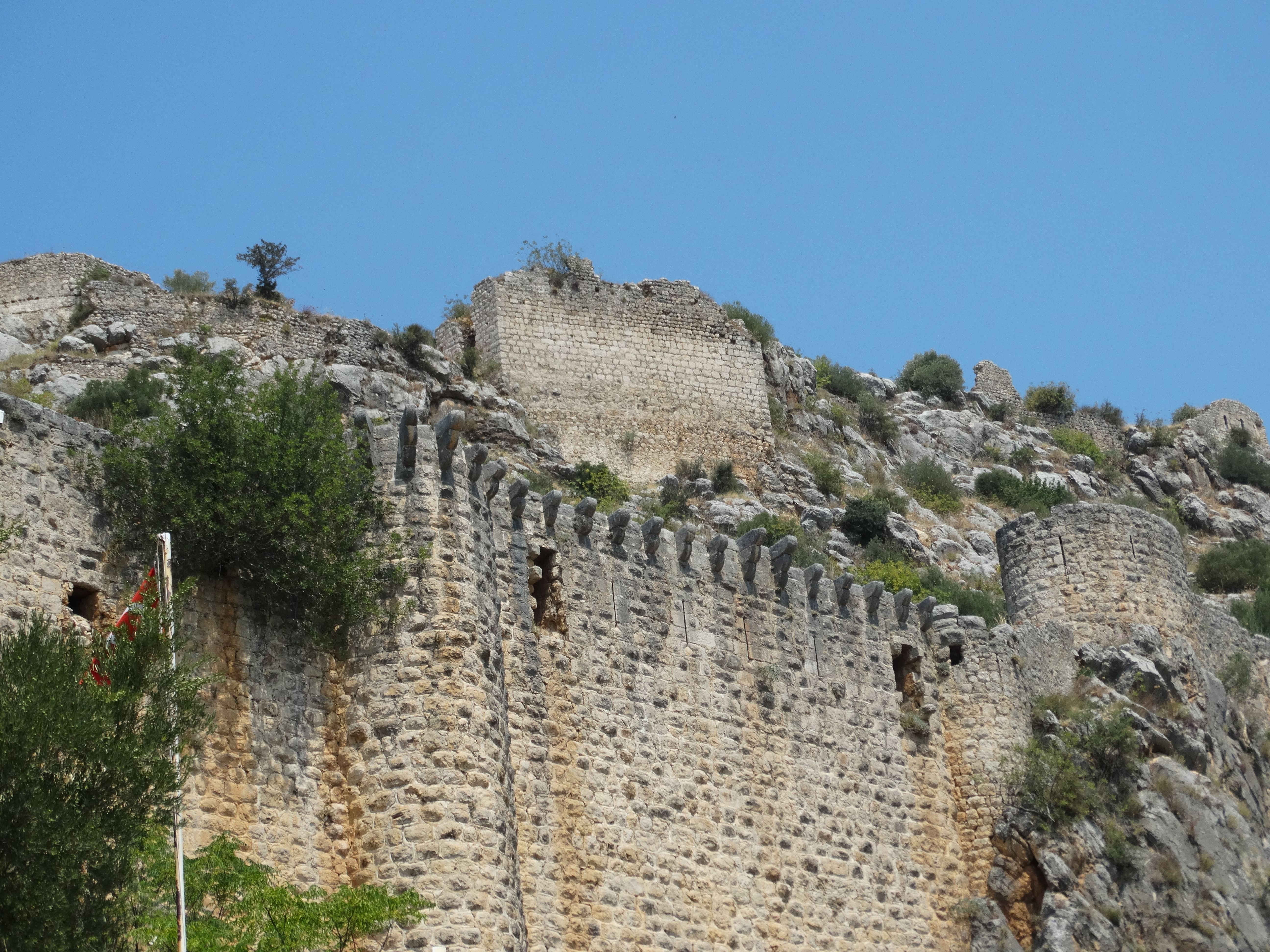

## Известные уроженцы
Севак, Манасе Киракосович — американский учёный.